# Intergradación

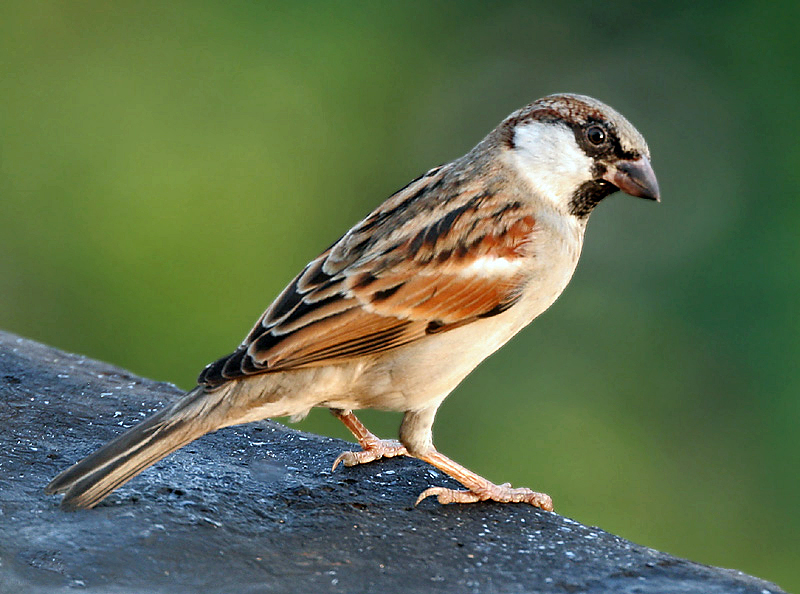
Un macho de gorrión (Passer domesticus) en Calcuta, Bengala Occidental, India.

En zoología, intergradación es el modo en que dos subespecies confluyen en áreas donde las poblaciones cuentan con características de las dos subespecies. Existen dos tipos de intergradación:
Intergradación primaria:

Sucede cuando dos subespecies están conectadas por medio de dos o más poblaciones intermedias, cada una de las cuales a su vez se ubica en medio de las poblaciones adyacentes y muestra más o menos el mismo monto de variabilidad que cualquier otra población dentro de la especie. Las poblaciones adyacentes y subespecies están sujetas a variación clinal y en esta situación se da por hecho que las clinas tienen una relación causal (por selección) con un gradiente ambiental.
Intergradación secundaria:

Cuando se restablece el contacto entre una subespecie aislada geográficamente con el grueso de la especie o con otra subespecie aislada, el intercambio tiene lugar en la medida en que en la población no haya desarrollado todavía un conjunto efectivo de mecanismos de aislamiento. En consecuencia surgirá una zona o franja de hibridación relativamente diferenciada, dependiendo del grado de variación fenotípica y genética que haya adquirido la subespecie previamente aislada.